# Xandha
Xandha (ook: Handa of Hunda) is een dorp in het district Iskushuban in de regio (gobolka) Bari in Puntland, een deelstaat in het federale Somalische staatsbestel, met een hoge graad van autonomie.

Xandha ligt in een woestijnachtige steppe iets ten noorden van het schiereiland Hafun, vlak bij de monding van de Wadi Xandha, op ca. 1 km afstand van de kust van de Indische Oceaan.